# ファビラ

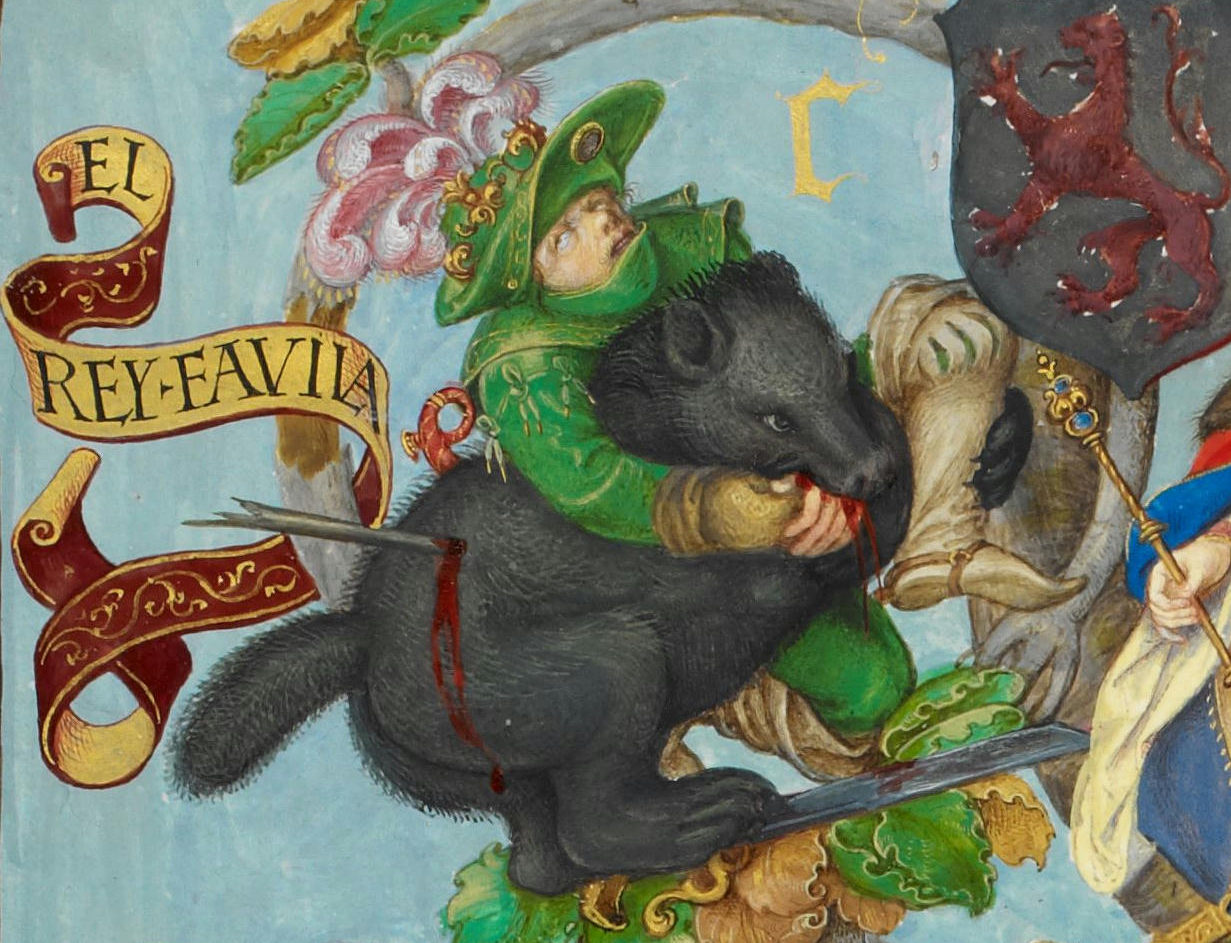
熊と戦うファビラ（1530年代画）

ファビラ （Favila de Asturias、生年不詳 - 739年）またはファフィラ（Fáfila）は、アストゥリアス王（在位：737年 - 739年）。父ペラーヨのあとを継いで王位についた。ファビラ（ファフィラ）とはペラーヨの実父の名にちなむ。

## 生涯
ファビラは737年から739年までの「2年7ヶ月10日間」統治を行ったという。『アルフォンソ3世の年代記』によると、ファビラは狩猟中にクマとの対決のため739年に急死したという。一方で、ファビラの死は政治的な暗殺の可能性もあるとみられる。クマとの戦いは、当時の貴族の間で勇気を試すために行われた一種の男らしさの儀式であったと推測されている。ファビラは狩猟を非常に好んだため、彼が無謀にも怒らせたクマに引き裂かれた可能性が高い。ファビラは、当時フランスで戦っていたアラブ人に煩わされることがなく、国政を顧みなかった。『アルフォンソ3世の年代記』には、ファビラが「歴史に値することは何もしなかった」と記されている。
ファビラの死後、ペラーヨとガウディオサの娘でファビラの姉妹であるエルメシンダ（ヘルメネシンダ）と結婚した、アルフォンソ1世が王位を継承した。これと同様の継承が、後にアストゥリアス＝レオン王家が断絶した際に、同家の最後のレオン王ベルムード3世の姉妹との結婚を通してパンプローナ王国のヒメノ朝が王位を継承したときにも起こった。
16世紀の歴史家、アンブロシオ・デ・モラレスによれば、ファビラ王の遺体はカンガス・デ・オニスのサンタ・マリア教会（王妃フロイルバが建設を命じている）に埋葬された。同じ教会内に王妃フロイルバも埋葬されたが、現在は夫妻の遺体は残されていない。